# Шацкие озёра
Шацкие озёра (укр. Шацькі озера) — группа из более 30 озёр в Ковельском районе Волынской области Украины, в междуречье Припяти и Западного Буга. Шацкие озёра расположены среди лесных массивов, в которых построено большое количество баз и лагерей отдыха. Для охраны редких природных комплексов в районе Шацких озёр в 1983 году создан Шацкий национальный природный парк площадью 32 850 га. В 1995 году национальный парк был включён в перечень водно-болотных угодий международного значения, подпадающих под действие Рамсарской конвенции.

## География
Территория, на которой расположены озёра, носит название Шацкого поозёрья. Наибольшие из Шацких озёр — Свитязь (27,5 км²), Пулемецкое (16,3 км²), Луки (6,8 км²), Люцимир (4,3 км²), Островьянское (2,5 км²), Крымное (1,44 км²), Песочное озеро (1,86 км²).
Шацкое поозёрье представляет собой равнину в пределах Полесской низменности. Центральная его часть характеризуется распространением озёрных карстовых котловин, которые образовались в меловых отложениях. Озёра, лежащие посреди болотных ландшафтов, возникли в результате нагромождения аллювия и повышения уровня грунтовых вод, при условии незначительного наклона территории и отсутствия постоянного стока.
Берега Шацких озёр низкие, пологие, сложены песчано-галечным и биогенным материалом; имеются заболоченные участки. Питание озёр происходит за счет осадков и грунтовых вод, а также за счет водообмена по каналам, которыми соединены некоторые озёра.
Летом вода в озёрах хорошо прогревается, зимой озёра замерзают. Минерализация воды умеренная или сниженная, её величина колеблется от 75-125 до 200—250 мг/дм³. Цвет воды изменяется от желтовато-зелёного в мелководных озёрах до изумрудно-зелёного в глубоких. Дно покрыто преимущественно песчано-илистыми отложениями, торфяными и сапропелевыми илами.

## Природный мир
В Шацких озёрах водятся окунь, плотва, щука, лещ, карась, карп, сом, вьюн, угорь, присутствуют акклиматизированные виды (например в озёрах Свитязь, Пулемецком и Крымном — канадский сом, в Песочном — форелеокунь, в Пулемецком — чудской сиг, в Люцимире и Чёрном Большом озере — судак и амурский сазан). В ряде озёр обитают раки. Вблизи озёр созданы рыбные хозяйства, например прудово-рыбное хозяйство с разводником «Ладынка».
Берега Шацких озёр являются местами гнездования водоплавающих птиц (диких уток и гусей, лебедей и пр.). Большая часть Шацких озёр входит в состав Шацкого национального природного парка, также они являются базой научных исследований Львовского национального университета имени Ивана Франко и Восточноевропейского национального университета имени Леси Украинки (г. Луцк).

## Галерея
- Озеро Свитязь
- Озеро Люцимер
- Озеро Песочное
- Озеро Пулемецкое